# L'ostaggio (film 1975)
L'ostaggio è un film italiano del 1975 diretto da Luigi Valanzano, qui alla sua unica esperienza da regista.

## Trama
In una contrada del far west infestata da pellirosse e banditi, l'ordine viene riportato da un gruppo di bambini che si improvvisano cowboy e che intraprendono tutti gli stereotipi dei film di questo genere: scazzottate, sparatorie, assalto al treno. L'ostaggio a cui fa riferimento il titolo è il cane di una ragazza rapito da Billy il bugiardo, che alla fine sarà catturato dai ragazzini e punito con le frustate.

## Produzione
La pellicola, secondo quanto riportato dai giornali dell'epoca, fu girata nel Basso Lazio l'anno precedente e fu poi trasmessa in televisione alcune volte, tra cui una nel 1987 e una nel 1990.